# Bolberitz Tamás
Bolberitz Tamás (Budapest 1940. február 3. – Budapest, 2021. június 27.) magyar karmester. 
Bolberitz Károly fia, Bolberitz Pál testvére.

## Életpályája
Bleibachi Bolberitz Károly (Karl Bolberitz Ritter von Bleybach, 1906–1978) és marsovai Marsovszky Klára (1912–1997) fia. 
A Medve utcai általános iskolában kezdte tanulmányait. A Bartók Béla Zeneművészeti Szakközépiskolában Sugár Rezső zeneszerzés-tanítványa volt, majd a Liszt Ferenc Zeneművészeti Főiskola karmesterképző szakán Kórodi András növendéke volt, diplomáját 1966-ban szerezte. Ettől az évtől a Magyar Állami Operaház korrepetitora, majd vezénylő korrepetitora, végül karmestere volt az 1978–1979-es szezonig. 1977-től a Magyar Posta Szimfonikus Zenekarának vezető karmestere lett, majd 1986–1987-es szezonban megint az Operaház tagja volt. 
Külföldön is tartós szerződései voltak. 1977-től a milánói Compagnia d’Opera Italiana staggionénak volt karmestere, 1995-től vezető karmestere. Pályája utolsó szakaszában a remscheidi Teo-Otto-Theaterben vezényelt operaelőadásokat, utoljára 2010. november 20-án a Trubadúrt.
A Hungarotonnál és a Magyar Rádióban több felvételt készített. Számos kortárs magyar művet mutatott be.

## Díjai, elismerései
- A Magyar Érdemrend tisztikeresztje (polgári tagozat, 2015)